# Republic XF-91 Thunderceptor
Republic XF-91 Thunderceptor (первоначально обозначенный XP-91) — прототип самолета-перехватчика со смешанной силовой установкой, разработанный компанией Republic Aviation. В большинстве полетов самолет будет использовать реактивный двигатель, а также группу из четырех небольших ракетных двигателей для дополнительной тяги при наборе высоты и перехвате. К моменту завершения конструкция в значительной степени устарела из-за быстро растущей производительности современных реактивных двигателей, и было построено только два прототипа. Один из них был первым американским истребителем, превысившим скорость 1 Маха в горизонтальном полете.
Уникальной особенностью Thunderceptor было необычное крыло обратной конической формы, у которого длина хорды увеличивалась по размаху крыла от основания до кончика, в отличие от традиционных стреловидных крыльев. Это была попытка решить проблему тангажа — потенциально смертельного явления, от которого страдали первые высокоскоростные модели. Конструкция Thunderceptor предусматривала плавное сваливание всего крыла, больше похожее на конструкцию прямого крыла.